# Кошурникова, Нина Александровна
Нина Александровна Кошурникова (24 декабря 1926, город Томск, Сибирский край — 13 февраля 2025, Озёрск, Челябинская область) — советский и российский учёный, специалист в области радиационной эпидемиологии. Доктор медицинских наук (1979). Профессор (2006). Награждена орденами Трудового Красного Знамени (1971), «За заслуги перед Отечеством» IV степени (2003), Пирогова (2024); медалями «За доблестный труд» в ознаменование 100-летия со дня рождения В. И. Ленина (1970), «Ветеран труда» (1984); ведомственными знаками отличия «Отличнику здравоохранения» (1964), «Ветеран атомной энергетики и промышленности» (2002), «Золотой крест» ФМБА России (2016), нагрудным знаком «А. И. Бурназян» (2011), «За вклад в науку» (2021); почётными грамотами губернатора Челябинской области (2006), Федерального медико-биологического агентства (2006). Лауреат премии губернатора Челябинской области (2016). Почётный гражданин города Озёрска Челябинской области (1983).
Автор и соавтор 230 научных работ, в том числе 5 монографий.

## Сфера научных интересов
Основное направление научной деятельности — изучение отдаленных последствий радиационного воздействия, медицинских последствий профессионального воздействия трансурановых радионуклидов, в частности, 239Pu.

## Биография
Нина Александровна родилась в Томске. Отец — известный учёный, инженер, изыскатель Александр Михайлович Кошурников (1905—1942). С 1944 по 1949 училась в Новосибирском медицинском институте, после окончания которого работала врачом акушером-гинекологом в МСО-71 3-го Главного управления Минздрава СССР. С 1953 по 1956 год проходила обучение в клинической ординатуре и аспирантуре НИИ акушерства и гинекологии Минздрава СССР. После защиты кандидатской диссертации в 1958 году переведена в Филиал № 1 Института биофизики Минздрава СССР (с 2005 г. — Южно-уральский институт биофизики ФМБА России) в лабораторию патологической анатомии. С 1995 года является главным научным сотрудником института и в настоящее время активно и плодотворно трудится в лаборатории радиационной эпидемиологии, созданной в 1992 году по её инициативе и при непосредственном участии.
Коллективом авторов, в который входила Нина Александровна, впервые был раскрыт патогенез индуцированного плутонием пневмосклероза и показано, что данное заболевание является одним из видов лучевого пневмонита. По инициативе Н. А. Кошурниковой созданы медико-дозиметрический регистр персонала ПО «Маяк», детский регистр для оценки состояния здоровья потомков 1-го и 2-го поколений персонала предприятия и детского населения г. Озёрска, расположенного в зоне влияния ПО «Маяк», регистр учета случаев онкологических заболеваний жителей г. Озёрска, диагностированных с 1948 г.
Подготовила доктора медицинских наук и 8 кандидатов медицинских и биологических наук.
Жила в г. Озёрске Челябинской области. Умерла 13 февраля 2025 года в возрасте 98 лет.

## h-индекс
Индекс Хирша в международной библиографической и реферативной базе данных Scopus по состоянию на 17.05.2022 равен 17.

## Награды и почётные звания
- Орден Трудового Красного Знамени (1971)[4]
- Орден «За заслуги перед Отечеством» IV степени (2003)[5]
- Орден Пирогова (2024)[6]
- Медаль «В ознаменование 100-летия со дня рождения Владимира Ильича Ленина» (1970)[7]
- Медаль «Ветеран труда» (1984)[8]
- Нагрудный знак «А. И. Бурназян» (2011)[9]
- Ведомственный знак «Золотой крест ФМБА России» (2016)[10]
- Ведомственный знак «За вклад в науку» (2021)[11]